# Joseph Blowick
Joseph Blowick (irisch Seósamh Ó Blathmhaic, * 13. März 1903; † 12. August 1970) war ein irischer Politiker und gehörte von 1943 bis 1965 dem irischen Parlament an.
Blowick wurde erstmals 1943 für die Clann na Talmhan im Wahlkreis Mayo South in den Dáil Éireann, das irische Unterhaus, gewählt. 1944 übernahm er den Parteivorsitz von Michael Donnellan. Als Abgeordneter wurde Blowick in zwei Mehrparteienregierungen ins Kabinett berufen, wo er jeweils unter Regierungschef John A. Costello als Minister für Ländereien (Minister for Lands) diente. Zuerst im 13. Dáil vom 18. Februar 1948 bis zum 13. Juni 1951 sowie im 15. Dáil vom 2. Juni 1954 bis zum 20. März 1957. Bei den Wahlen 1965 zum 18. Dáil Éireann trat Blowick nicht mehr an. 